# Silvio Perrella

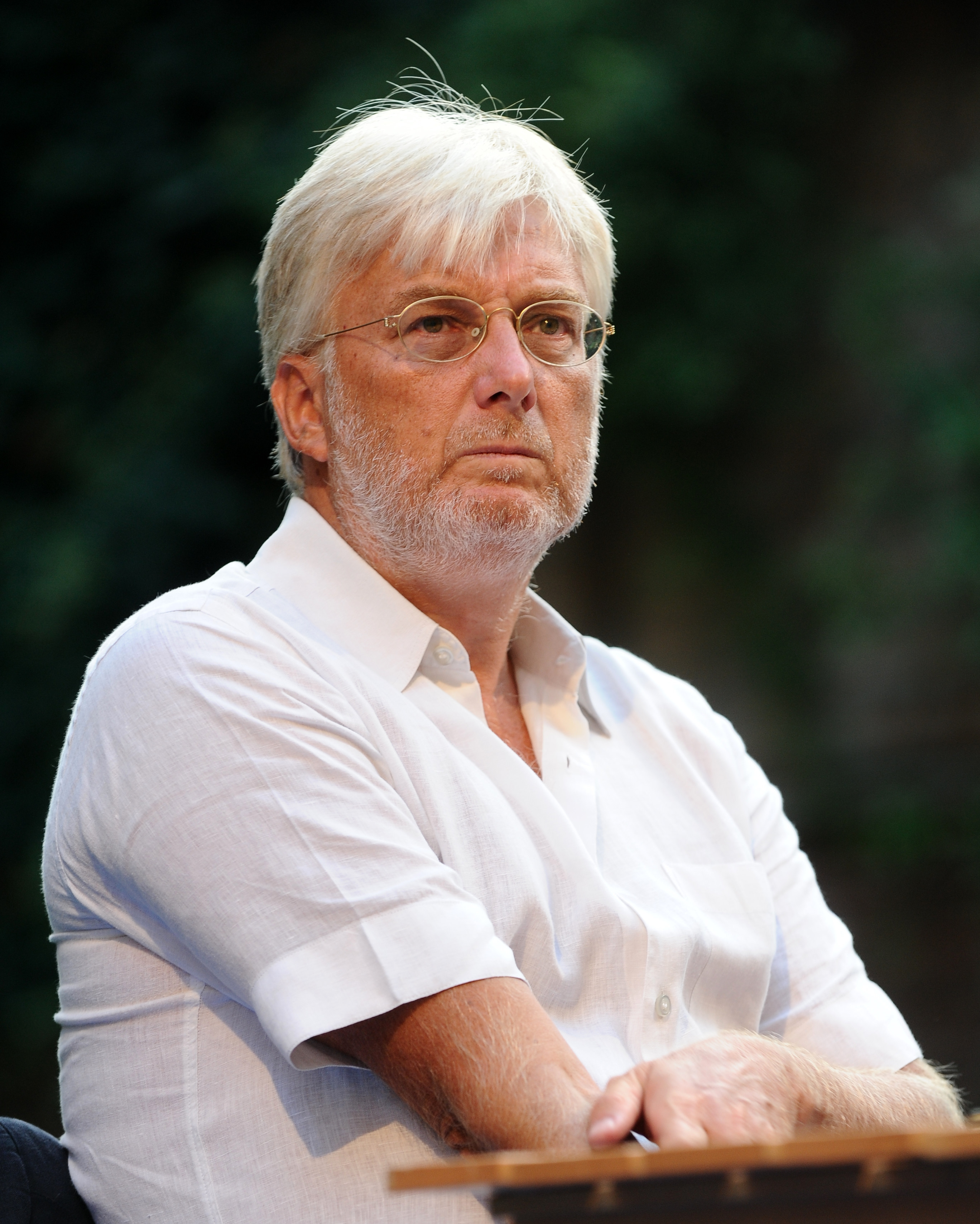
Silvio Perrella

Silvio Perrella (Palermo, 1959) è uno scrittore e critico letterario italiano.

## Biografia
Siciliano di nascita, da molti anni vive e lavora a Napoli, dove si è laureato in Lettere moderne all'Università "Federico II". 
È autore di Calvino (Laterza, 1999), Fino a Salgareda - La scrittura nomade di Goffredo Parise (Rizzoli, 2003, nuova edizione edita da Neri Pozza nel 2015, con il sottotitolo I movimenti remoti di Goffredo Parise), di Giùnapoli (Neri Pozza, 2006), di In fondo al mondo. Conversazione in Sicilia con Vincenzo Consolo (Mesogea, 2014) e di Doppio scatto (Bompiani, 2015), Addii, fischi nel buio, cenni (Neri Pozza, 2016), Insperati incontri (Gaffi, 2017), Di terra e mare, scritto a quattro mani con Raffaele La Capria (Laterza, 2018), Da qui a lì. Ponti, scorci, preludi (italosvevo, 2018), Io ho paura (Neri Pozza, 2018), Petraio (La Nave di Teseo, 2021), Ore incerte (ilSaggiatore, 2024)
Tre sue favole urbane s'intitolano L'aleph di Napoli e L'alfabeto del mare, Le ombre della Gaiola,  tutte edite da ilfilodipartenope, e costituiscono la "trilogia dei giovani amanti di Città".
Per la stessa casa editrice ha pubblicato la sua prima raccolta di versi: Metronomi sotto i tavoli (2024).
I suoi reportage nel mondo del lontano sono raccolti nell'e-book Le parole a piedi (Succedeoggi edizioni, 2014)
Ha anche curato l'edizione di molti libri altrui, tra cui il Meridiano dedicato alle opere di Raffaele La Capria nel 2003, ripreso in una nuova edizione in due tomi nel 2014.
Ha collaborato a quotidiani e riviste, quali Il Mattino, la Repubblica e L'indice dei libri del mese, e dirige la rivista mediterranea Mesogea.
La sua voce di tanto in tanto fa capolino dalle frequenze di RadioTre, in particolare modo nella trasmissione "Wikiradio" e "Le Meraviglie".
Per la Rete Due della Radio Svizzera Italiana ha ideato e condotto sinora due cicli di poesie lette e raccontate intitolati "Il divano" e "Ad ora incerta".
Sempre per la Rete Due della Radio Svizzera Italia ha interpretato il suo Purgatorio dei viventi.
Una sua "intervista impossibile" a Italo Calvino è stata interpretata da Anna Bonaiuto e Fabrizio Bentivoglio. 
Ha partecipato, interpretando se stesso, al film di Antonio Capuano L'amore buio. 
Da  Doppio scatto, il libro in cui mescola i linguaggi della fotografia e della letteratura, è stata tratta una mostra che, partita da Napoli, è stata esposta nelle sedi degli Istituti italiani di cultura di Cracovia, Varsavia, Bruxelles, Amsterdam e nella sede della Dante Alighieri di Anversa. 
Dal 2007 al 2012 è stato presidente della Fondazione Premio Napoli.
È stato finalista al Premio Viareggio e ha vinto i premi Bilenchi, De Sanctis e Concetta Barra. Nel settembre del 2016 gli è stato conferito, insieme a Raffaele La Capria, il premio Rugarli, dedicato a due generazioni diverse, ma in dialogo tra loro.